# براچاک
براچاک (به صربی: Braćak) یک منطقهٔ مسکونی در صربستان است که در توتین، صربستان واقع شده‌است. براچاک ۲۳۰ نفر جمعیت دارد.